# Cassipourea ndando
Cassipourea ndando är en tvåhjärtbladig växtart som beskrevs av J. Léonard och J.-j. Floret. Cassipourea ndando ingår i släktet Cassipourea, och familjen Rhizophoraceae. Inga underarter finns listade i Catalogue of Life.